# Ladislas de Gielniów
Ladislas de Gielniów (Gielniów, 1440 - Varsovie, 4 mai 1505) est un franciscain observant polonais reconnu bienheureux par l'Église catholique.

## Biographie
Il naît en 1440 à Gielniów, une petite ville de l'archidiocèse de Gniezno dans le royaume de Pologne. Il étudie à l'école paroissiale où il montre de bonnes capacités intellectuelles, ce qui incite ses parents à l'envoyer à l'université Jagellonne. Il a comme compagnon saint Jean de Kenty et saint Simon de Lipnica, avec lesquels il restera ami toute sa vie.
Après avoir obtenu ses diplômes, il décide de quitter le monde à la suite de la prédication de saint Jean de Capistran qui est venu à Cracovie pour introduire la stricte réforme de l'ordre franciscain en Pologne, il décide d'entrer chez les Frères mineurs de l'Observance, surnommés Bernardins en Pologne; il est envoyé au couvent de Varsovie où il prononce ses vœux le 1er août 1457 en prenant le nom religieux de Ladislas en souvenir de Ladislas III Jagellon.
Après son ordination, ses supérieurs lui attribuent la prédication. Il encourage particulièrement les fidèles à honorer le nom de Jésus à l'instar de saint Bernardin de Sienne. Il se distingue par sa dévotion à la Passion du Christ, en particulier la flagellation, mais aussi à la Vierge Marie. Il est un des premiers à introduire la langue polonaise dans les offices religieux.
Il est nommé ministre provincial à plusieurs reprises et participe deux fois aux chapitres généraux de l'ordre en Italie. À la même époque, il envoie des missionnaires en Lituanie, à la demande du roi de Pologne, Alexandre Ier Jagellon, qui est aussi grand-duc de Lituanie, pour convertir les païens qui existent encore dans de nombreuses régions du pays.
En 1498, il autorise la construction de l'église et du couvent de l'Annonciation de la Bienheureuse Vierge Marie (pl) à la suite d'une apparition de la Vierge à Skępe. Se sentant de plus en plus faible, il demande à être déchargé de sa fonction de provincial ; il est alors nommé supérieur du couvent de Varsovie. C'est là qu'il décède le 4 mai 1505.

## Culte
Son culte est confirmé le 11 février 1750 par le pape Benoît XIV. Le 19 août 1753, il est nommé patron de Varsovie, de la Galicie, de la Pologne et de la Lituanie.